# Hauptstrasse 23
Die Hauptstrasse 23 ist eine Hauptstrasse in der Schweiz.
Diese Strasse verbindet Burgdorf, Kanton Bern, mit Aarau, dem Hauptort des Kantons Aargau. Sie macht dabei einen Umweg über das Emmental und den Sempachersee. Sie ist mit ihrer Länge von 94 Kilometern und ihrem kurvigen Charakter nicht die direkte Verbindung zwischen Burgdorf und Aarau; sie ist somit keine direkte Alternative zur Hauptstrasse 1/5, die auf diesem Abschnitt rund 55 km lang wäre.

## Verlauf
Die Strasse beginnt als Abzweigung von der Hauptstrasse 1 bei Kirchberg in der Nähe von Burgdorf und führt durch das Emmental nach Sumiswald und Huttwil. Von dort aus wird der Kanton Luzern erreicht. Über Sursee führt die Strasse weiter nach Beromünster und Reinach. 
Bei Suhr wird die Hauptstrasse 1 wieder gekreuzt. Die Strasse 23 führt weiter nach Aarau, wo sie im Stadtkern in die Hauptstrassen 5 und 24 mündet.
Die Gesamtlänge dieser ganz überwiegend nicht-richtungsgetrennten Durchgangsstrasse beträgt rund 94 Kilometer.

## Geschichte
Diese Strasse diente seit dem 14. Jahrhundert als Verbindungsstrasse zwischen den neuentstandenen Marktorten des landwirtschaftlich fruchtbaren Mittellandes und wurde im 19. Jahrhundert zur Kunststrasse (Chaussee) ausgebaut. Bis 1851 gab es Schlagbäume an den Kantonsgrenzen, die während der Nachtstunden geschlossen wurden. Der Zöllner von Hüswil, Konrad Vonesch, wies 1848 darauf hin, dass die unbeleuchtete Zollschranke von einigen Kutschern nicht rechtzeitig erkannt wurde. Daraufhin genehmigte das Luzerner Finanzdepartement die nächtliche Beleuchtung dieser Zollstelle.